# Marcel Tetel
Marcel Tetel  (* 1932 in Paris; † 27. Mai 2004 in Durham (North Carolina)) war ein US-amerikanischer Romanist und Literaturwissenschaftler französischer Herkunft.

## Leben und Werk
Tetel gehörte zu einer in Frankreich lebenden polnisch-jüdischen Familie. Er wuchs in Paris auf, wurde 1943 (nach Verschleppung und Tod seiner Eltern in Auschwitz) von der Résistance versteckt und gelangte 1949 in die USA. Er studierte bis 1954 an der University of Tennessee at Chattanooga, bis 1956 an der Emory University, dann bei  Alfred Glauser  an der University of Wisconsin–Madison. Ab 1960 lehrte er an der Duke University, ab 1968 als Full Professor. Tetel war Begründer und erster Herausgeber der Zeitschrift Journal of Medieval and Renaissance Studies (später Journal of Medieval and Early Modern Studies).

Marcel Tetel war verheiratet mit der Linguistin und Romanschriftstellerin Julie Tetel Andresen (* 1950).

## Werke
- Étude sur le comique de Rabelais, Florenz 1964
- Rabelais, New York 1967
- Rabelais et l'Italie, Florenz 1969
- (Hrsg.) Pirandello, Enrico IV, New York 1971
- Marguerite de Navarre's Heptameron. Themes, language, and structure, Durham, N. C. 1973 (französisch Paris 1991)
- Montaigne, New York 1974, Boston 1990
- (Hrsg.) Symbolism and modern literature. Studies in honour of Wallace Fowlie, Durham 1978
- (Hrsg. mit Floyd Gray) Études sur le XVIe siècle pour Alfred Glauser. Textes et intertextes, Paris 1979
- (Hrsg.) Montaigne 1580–1980. Actes du Colloque international, Duke University / University of North Carolina. 28-30 mars 1980, Paris 1983
- Lectures scéviennes. L'emblème et les mots, Paris 1983
- (Hrsg. mit François Moureau) Jean Tarde, Deux voyages en Italie. A la rencontre de Galilée, Genf 1984
- (Hrsg. mit G. Mallary Masters) Le Parcours des "Essais". Montaigne 1588–1988. Colloque international Duke University / Université de la Caroline du Nord-Chapel Hill, Paris 1989
- (Hrsg. mit Ronald G. Witt und Rona Goffen) Life and death in fifteenth-century Florence, Durham, N. C. 1989
- (Hrsg.) Sur des vers de Ronsard, 1585–1985. Actes du colloque international. Duke University 11-13 avril 1985, Paris 1990
- Présences italiennes dans les "Essais" de Montaigne, Paris 1992
- (mit Elizabeth Chesney Zegura) Rabelais revisited, New York :Toronto 1993
- (Hrsg.) Les visages et les voix de Marguerite de Navarre. Actes du Colloque international sur Marguerite de Navarre. Duke University 10-11 avril 1992, Paris 1995
- (Hrsg.) Montaigne et Marie de Gournay. Actes du colloque international de Duke [31 mars-1er avril 1995], Paris 1997
- (Hrsg.) Étienne de La Boétie. Sage révolutionnaire et poète périgourdin. Actes du colloque international Duke University 26-28 mars 1999, Paris 2004